# Adolph Daniel Edward Elmer
Adolph Daniel Edward Elmer ( Vandyne, Wisconsin, 1870 - Luzón 1942 ) fue un botánico estadounidense
Se educó en el "Washington Agricultural College", obteniendo su Ms.Sc. de Stanford en 1903. Hizo recolecciones en Filipinas desde 1904 a 1927. Y luego en California, Malasia, Nueva Guinea. Fue editor de "Leaflets of Philippine Botany" en donde se han publicado más de 1.500 nuevas especies.

## Algunas publicaciones
- 1895. Plants of Washington & Idaho 1896-[1897]
- 1945. Flora of Mount Makiling & vicinity

## Honores

### Epónimos
Géneros
- (Saxifragaceae) Elmera Rydb. 1905 [1]

- (Zingiberaceae) Elmeria Ridl.[2]

Especies de helecho
- (Pteridaceae) Cyathea elmeri (Copel.) Copel. 1909[3]

- (Pteridaceae) Pteris elmeri Christ ex Copel. [4]

más de 230 especies, incluyendo muchas gramíneas
- (Acanthaceae) Hallieracantha elmeri Merr. [5]

- (Apocynaceae) Apocynum elmeri Greene [6]

- (Apocynaceae) Kibatalia elmeri Woodson [7]

- (Araceae) Rhaphidophora elmeri Engl. & K.Krause[8]

- (Arecaceae) Rhopaloblaste elmeri (Becc.) Becc.[9]

- (Asclepiadaceae) Conchophyllum elmeri Schltr.[10]

- (Aspleniaceae) Asplenium elmeri Christ[11]

- (Asteraceae) Aster elmeri Piper[12]

- (Balsaminaceae) Impatiens elmeri Hook.f.[13]

- (Boraginaceae) Amsinckia elmeri Suksd.[14]

- (Burseraceae) Dacryodes elmeri H.J.Lam[15]

- (Connaraceae) Santaloides elmeri G.Schellenb.[16]

- (Dioscoreaceae) Dioscorea elmeri Prain & Burkill[17]

- (Dryopteridaceae) Dryopteris elmeri Alderw.[18]

- (Elaeocarpaceae) Elaeocarpus elmeri Aug.DC.[19]

- (Orchidaceae) Oxystophyllum elmeri (Ames) M.A.Clem.[20]

- (Poaceae) Agropyron elmeri Scribn.[21]

- (Poaceae) Aristida elliptica elmeri

- (Poaceae) Microstegium elmeri (Hack.) A.Camus[22]

- (Poaceae) Stipa elmeri Piper & Brodie ex Scribn.[23]

- (Rhamnaceae) Berchemia elmeri C.K.Schneid.[24]

- (Rubiaceae) Schradera elmeri Puff, R.Buchner & Greimler[25]

- (Scrophulariaceae) Sairocarpus elmeri (Rothm.) D.A.Sutton[26]

- (Tiliaceae) Grewia elmeri (Merr.) P.S.Ashton[27]

- (Urticaceae) Leucosyke elmeri Unruh[28]

- (Woodsiaceae) Diplazium elmeri (Copel.) C.Chr.[29]

- (Zingiberaceae) Alpinia elmeri R.M.Sm.[30]

- La abreviatura «Elmer» se emplea para indicar a Adolph Daniel Edward Elmer como autoridad en la descripción y clasificación científica de los vegetales.[31]